# Air Canada
Air Canada je kanadska nacionalna zrakoplovna tvrtka i najveći zračni prijevoznik u toj zemlji. Kompanija je osnovana 1936. godine i sa svojom flotom od blizu 200 zrakoplova leti prema više od 170 destinacija širom svijeta. Jedan je od osnivača udruženja Star Alliance.

## Flota
Air Canada flota (uključujući Air Canada Jetz i Air Canada rouge) se sastoji od 194 zrakoplova (ožujak 2014.). Svi zrakoplovi u glavnoj floti su opremljeni s individualnim video zaslonima u svim klasama.
Air Canada (bez Air Canada Jetza i Air Canada rougea) ima flotu kojoj je prosječna starost zrakoplova 15,6 godina (kolovoz 2013.).

## Vanjske poveznice
- Službene stranice (engl.)